# Palanta
Palanta je přírodní rezervace v oblasti Slovenský kras. Součástí této rezervace je národní přírodní památka Drienovská jeskyně.
Nachází se v katastrálním území obce Drienovec v okrese Košice-okolí v Košickém kraji. Přírodní rezervace byla vyhlášena v roce 1993. Má rozlohu 86,93 ha. Ochranné pásmo nebylo stanoveno.